# Vanuatu en los Juegos Olímpicos de Río de Janeiro 2016
Vanuatu participó en los Juegos Olímpicos de Río de Janeiro 2016 con cuatro deportistas, que compitieron en cuatro deportes. El jugador de tenis de mesa Yoshua Shing fue el abanderado en la ceremonia de apertura.

## Participantes
Boxeo
- Lionel Warawara (100 metros)[2]

Judo
- Joe Mahit (-66 kg masculinos)[2]

Remo
- Luigi Teilemb (scull individual masculino)[2]

Tenis de mesa
- Yoshua Shing (individual masculino)[2]